# Grand Prix Rakouska 1999
Grand Prix Rakouska 1999 (XXVIII Großer A1 Preis von Osterreich) je velká cena Rakouska, která se jela 25. července v roce 1999 na okruhu A1 Ring. Závod se jel na 71 kol (délka jednoho okruhu 4,319 km) o celkové délce 306,649 km. Jednalo se o celkovou 639. Grand Prix. Z vítězství se radoval Eddie Irvin, který vyhrál po druhé v kariéře. Vítěznou stájí se stalo Ferrari, které se radovalo ze 123 vítězství.

## Výsledky
| Pozice | Jezdec                | Vůz            | Čas         |
| ------ | --------------------- | -------------- | ----------- |
| 1      | Eddie Irvine          | Ferrari F399   | 1:28'12.438 |
| 2      | David Coulthard       | McLaren MP4/14 | á 0:00,313  |
| 3      | Mika Häkkinen         | McLaren MP4/14 | á 0:22,282  |
| 4      | Heinz-Harald Frentzen | Jordan 199     | á 0:52,803  |
| 5      | Alexander Wurz        | Benetton B199  | á 1:06,358  |
| 6      | Pedro Diniz           | Sauber C18     | á 1:10,933  |
| 7      | Jarno Trulli          | Prost AP02     | á 1 kolo    |
| 8      | Damon Hill            | Jordan 199     | á 1 kolo    |
| 9      | Mika Salo             | Ferrari F399   | á 1 kolo    |
| 10     | Olivier Panis         | Prost AP02     | á 1 kolo    |
| 11     | Marc Gene             | Minardi M01    | á 1 kolo    |
| 12     | Giancarlo Fisichella  | Benetton B199  | á 3 kola    |
| 13     | Luca Badoer           | Minardi M01    | á 3 kola    |
| 14     | Johnny Herbert        | Stewart SF3    | á 4 kola    |
| 15     | Riccardo Zonta        | BAR 001        | á 8 kol     |
| Kolo   | Odstoupili            | -              | -           |
| 56     | Rubens Barrichello    | Stewart SF3    | Motor       |
| 50     | Jean Alesi            | Sauber C18     | Bez paliva  |
| 39     | Pedro de la Rosa      | Arrows FA20    | Mimo trať   |
| 36     | Alessandro Zanardi    | Williams FW21  | Bez paliva  |
| 35     | Jacques Villeneuve    | BAR 001        | Rozvody     |
| 26     | Toranosuke Takagi     | Arrows FA20    | Motor       |
| 9      | Ralf Schumacher       | Williams FW21  | Mimo trať   |

- zeleně – odstoupili ale protože absolvovali 75% vzdálenosti závodu, byli klasifikováni

### Nejrychlejší kolo
- Mika Häkkinen McLaren 1'12.107

### Vedení v závodě
- 1-39 kolo David Coulthard
- 40-71 kolo Eddie Irvine

### Postavení na startu
| 1. řada  | 1                                   | 2                                      |
|          | Mika Häkkinen McLaren 1'10.954      | David Coulthard McLaren 1'11.153       |
| 2. řada  | 3                                   | 4                                      |
|          | Eddie Irvine Ferrari 1'11.973       | Heinz-Harald Frentzen Jordan 1'12.266  |
| 3. řada  | 5                                   | 6                                      |
|          | Rubens Barrichello Stewart 1'12.342 | Johnny Herbert Stewart 1'12.488        |
| 4. řada  | 7                                   | 8                                      |
|          | Mika Salo Ferrari 1'12.514          | Ralf Schumacher Williams 1'12.515      |
| 5. řada  | 9                                   | 10                                     |
|          | Jacques Villeneuve BAR 1'12.833     | Alexander Wurz Benetton 1'12.850       |
| 6. řada  | 11                                  | 12                                     |
|          | Damon Hill Jordan 1'12.901          | Giancarlo Fisichella Benetton 1'12.924 |
| 7. řada  | 13                                  | 14                                     |
|          | Jarno Trulli Prost 1'12.999         | Alessandro Zanardi Williams 1'13.101   |
| 8. řada  | 15                                  | 16                                     |
|          | Riccardo Zonta BAR 1'13.172         | Pedro Diniz Sauber 1'13.223            |
| 9. řada  | 17                                  | 18                                     |
|          | Jean Alesi Sauber 1'13.226          | Olivier Panis Prost 1'13.457           |
| 10. řada | 19                                  | 20                                     |
|          | Luca Badoer Minardi 1'13.606        | Toranosuke Takagi Arrows 1'13.641      |
| 11. řada | 21                                  | 22                                     |
|          | Pedro de la Rosa Arrows 1'14.139    | Marc Gene Minardi 1'14.363             |
| -------- | ----------------------------------- | -------------------------------------- |

- 107 % = 1'15"921

### Zajímavosti
- Motor Arrows startoval v 50GP
- 50 GP pro Giancarla Fisichellu
- Motor Mercedes zajel 25 nejrychlejší kolo
- 75 GP pro Prdra Dinize
- 50 GP pro motor Playlife
- 25 GP pro Takagiho

| Pole position  | Vítězství          | Nejrychlejší kolo |
| Finsko         | Spojené království | Finsko            |
| Mika Häkkinen  | Eddie Irvine       | Mika Häkkinen     |
| McLaren MP4/14 | Ferrari F399       | McLaren MP4/14    |
| 1'10.954       | 1:28'12.438        | 1'12.107          |
| 219.134 km/h   | 208.587 km/h       | 215.630 km/h      |
| -------------- | ------------------ | ----------------- |

### Stav MS
- Zelená - vzestup
- Červená - pokles

| *  | Jezdec                | Body |
| -- | --------------------- | ---- |
| 1  | Mika Häkkinen         | 44   |
| 2  | Eddie Irvine          | 42   |
| 3  | Michael Schumacher    | 32   |
| 4  | Heinz-Harald Frentzen | 29   |
| 5  | David Coulthard       | 28   |
| 6  | Ralf Schumacher       | 19   |
| 7  | Giancarlo Fisichella  | 13   |
| 8  | Rubens Barrichello    | 10   |
| 9  | Damon Hill            | 5    |
| 10 | Alexander Wurz        | 3    |
| 11 | Pedro Diniz           | 3    |
| 12 | Johnny Herbert        | 2    |
| 13 | Pedro de la Rosa      | 1    |
| 14 | Olivier Panis         | 1    |
| 15 | Jean Alesi            | 1    |
| 16 | Jarno Trulli          | 1    |

| * | Vozy     | Body |
| - | -------- | ---- |
| 1 | Ferrari  | 74   |
| 2 | McLaren  | 72   |
| 3 | Jordan   | 34   |
| 4 | Williams | 19   |
| 5 | Benetton | 16   |
| 6 | Stewart  | 12   |
| 7 | Sauber   | 4    |
| 8 | Prost    | 2    |
| 9 | Arrows   | 1    |

| * | Jezdec         | Body |
| - | -------------- | ---- |
| 1 | Německo        | 80   |
| 2 | Velká Británie | 77   |
| 3 | Finsko         | 44   |
| 4 | Itálie         | 14   |
| 5 | Brazílie       | 13   |
| 6 | Rakousko       | 3    |
| 7 | Francie        | 2    |
| 8 | Španělsko      | 1    |